# Blantire

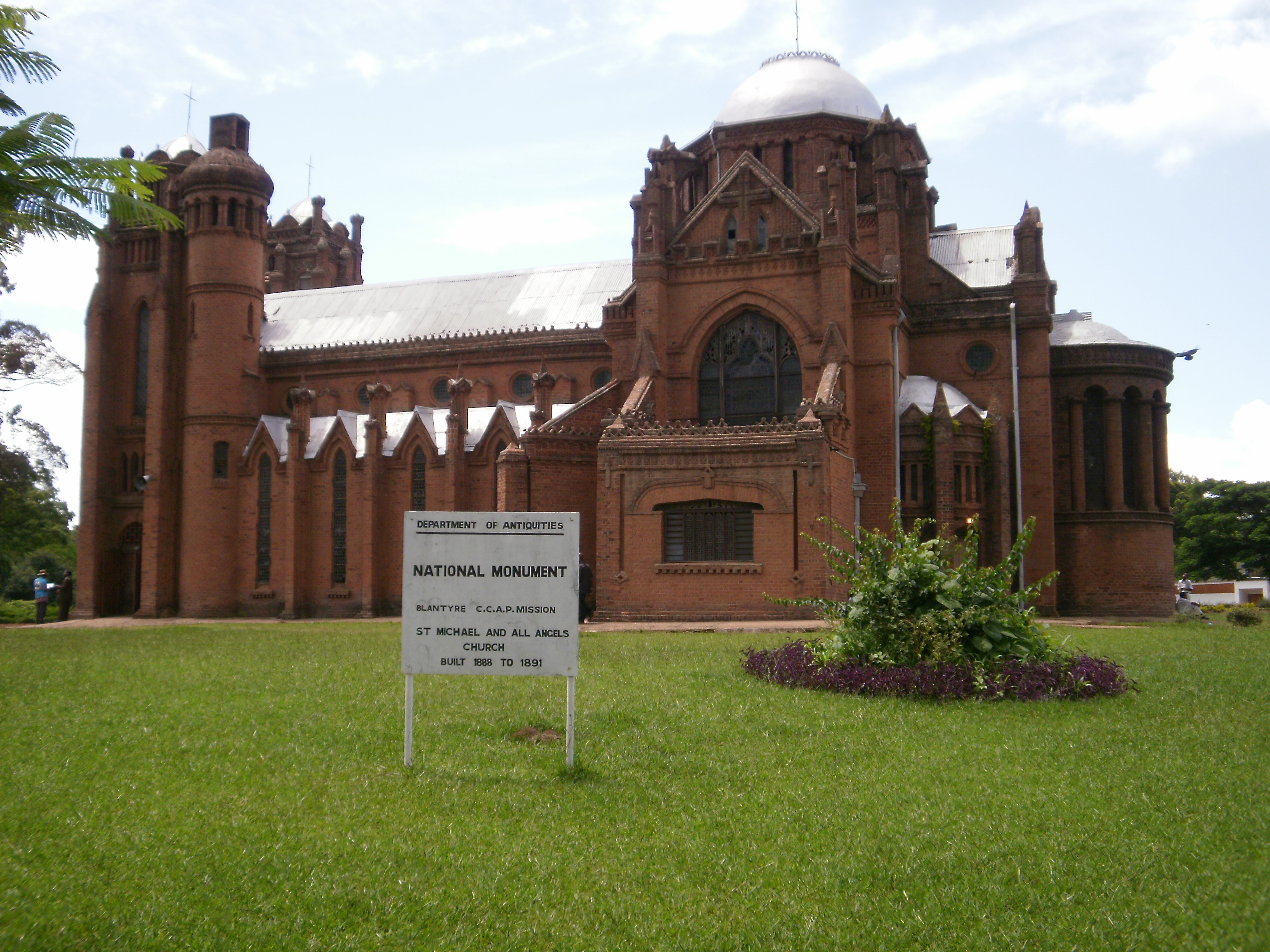
Igreja de São Miguel e Todos os Anjos, construída em 1888-1891

Blantire (Blantyre) é uma cidade do Maláui. Com uma estimativa de 1.068.681 habitantes (2015) é a segunda maior do país, e o centro financeiro e comercial do país. É por vezes referida como a capital comercial do Maláui em oposição à capital política, Lilongué. É a capital da Região Sul do país, bem como do distrito de Blantire.

## História
Blantire foi fundada em 1876 através do trabalho missionário da Igreja da Escócia. Foi nomeada pelo local de nascimento do explorador David Livingstone, a cidade de Blantire, na Escócia. A importância histórica de Blantire não se compara a nenhuma outra cidade do Maláui, possuindo muitos recursos de patrimônio histórico e cultural, que constituem uma parte vital da cidade e são cruciais para sua identidade, bem-estar cultural e social e atratividade para negócios e turismo. Tornou-se um consular britânico em 1883 e alcançou o status de município em 1895, tornando-se o município mais antigo do Maláui. Na época da Primeira Guerra Mundial, Blantire era um centro multiétnico-cultural diverso, composto das várias etnias africanas das redondezas, britânicos, lusitanos, bem como os comerciantes do sul da Ásia.
O status da cidade como centro de comércio e industrial do Maláui começou por seu papel de centro de comércio colonial de marfim. Assim, Blantire rapidamente se estabeleceu como uma encruzilhada para o comércio na África Austral. Hoje a cidade é o principal núcleo de fabricação do Maláui, incluindo "fabricação de calçados, moagem de milho, fabricação de cerveja, produção de refrigerantes, panificação, impressão e fabricação de tabaco".
A história do desenvolvimento de Blantire foi ditada principalmente pelo desenvolvimento não coordenado fragmentado como resultado de decisões individuais e de grupos de interesse relacionadas a evangelismo, comércio, agricultura, indústria e administração.
A cidade de Blantire possui um total de oito monumentos nacionais, principalmente edifícios de importância histórica. A Assembleia Municipal nomeou dois locais para designação como Monumentos Nacionais e outros 23 locais para investigação em relação à sua elegibilidade para a designação como monumentos nacionais e locais.

## Economia
Blantire é a "capital" comercial e industrial de Maláui e de longe o maior gerador de empregos no país e tem maior efeito na economia urbana, sendo o polo industrial de todo o Maláui. A economia baseia-se no comércio.

## Infraestrutura

### Transportes
A cidade de Blantire é servida por uma rede rodoviária totalizando cerca de 554 quilômetros (344 milhas), composta por seis categorias de estradas: designadas, coletor, distribuidor, residencial, industrial e acessos (em ordem decrescente de importância ou volumes de tráfego).
Carros particulares e micro ônibus substituíram completamente os ônibus como meio de transporte público na cidade.  Os táxis encontrados principalmente fora dos principais hotéis da cidade, Mount Soche e Ryalls, oferecem um meio de transporte alternativo para os moradores de Blantire.
Os serviços ferroviários contribuem enormemente para o status da cidade como o principal centro comercial e industrial do Maláui. O Caminho de Ferro de Sena, também chamado de Caminho de Ferro do Planalto de Chire, opera através de Blantire, ligando-a com o porto da Beira e, através da interconexão ferroviária de Nkaya, com o porto de Nacala, via Caminho de Ferro de Nacala.
O Aeroporto Internacional de Chileka, próximo ao centro da cidade serve tanto para voos internacionais ou para voos nacionais.

### Educação
A cidade de Blantire possui uma ampla variedade de instalações educacionais, incluindo ensino fundamental, médio e superior, além da pré-escola. Estes são fornecidos pelo governo, Assembléia da Cidade, instituições missionárias e setor privado. A principal instituição pública é a Universidade do Maláui.

### Saúde
O sistema de prestação de cuidados de saúde na cidade possui serviços de assistência curativa e preventiva, e isso é fornecido por meio de uma rede de hospitais e centros/clínicas de saúde distribuídos por diferentes partes da cidade. O governo administra o Hospital Central Queen Elizabeth (QECH), o maior hospital de referência do país, com um total de 1.000 leitos hospitalares, e os três hospitais privados com um total de 122 leitos hospitalares. As 18 clínicas públicas são administradas pelo Escritório Distrital de Saúde em parceria com a Assembléia Municipal de Blantire.
Existem várias clínicas administradas por organizações religiosas nas quais as pessoas recebem serviços de saúde pagantes e também existem empresas pertencentes a corporações/empresas estatutárias (que atendem seus funcionários), como ADMARC, Malawi Railways, Portland Cement, Portland Cement, Lever Brothers, Tobacco Processors e National. Companhia de Sementes do Maláui. Além dos serviços de saúde da cidade, muitos moradores da cidade fazem uso regular de hospitais missionários que estão fora da cidade, na medida em que fazem parte do sistema de prestação de saúde da cidade (Mlambe Hospital e Nguludi).  Além disso, curandeiros tradicionais e parteiras tradicionais desempenham um papel importante na prestação de cuidados de saúde aos residentes da cidade
O sistema de saúde da cidade é extremamente inadequado.  As enfermarias do hospital público são muito congestionadas e longas filas são características dos serviços ambulatoriais.
O Hospital Privado de Mwaiwathu e o Hospital Adventista de Blantire fornecem os melhores serviços médicos da cidade, com muitos residentes de Lilongué viajando para Blantire para receber tratamento deles.

## Cidades Gêmeas
- Hanôver, Alemanha
- Kaohsiung, Taiuã